# Andrea Jahn (Kunsthistorikerin)
Andrea Jahn (* 1964 in Neu-Ulm) ist eine deutsche Kunsthistorikerin. Sie war von 2020 bis 2024 kunst- und kulturwissenschaftlicher Vorstand der Stiftung Saarländischer Kulturbesitz und damit Leiterin des Saarlandmuseums.

## Leben
Jahn studierte Germanistik, Anglistik und Kunstgeschichte in Tübingen, München, New York und Trier und wurde 1997 im Fach Kunstgeschichte an der Universität Trier mit der Dissertation zu Louise Bourgeois – Subversionen des Körpers: die Kunst der 40er bis 70er Jahre promoviert. Sie begann als Ausstellungskuratorin am Kunstmuseum Stuttgart. Bis 2005 war sie dann Kuratorin und stellvertretende Direktorin des Württembergischen Kunstvereins Stuttgart, dann Leiterin des Kunstvereins Friedrichshafen. Am 1. September 2012 übernahm sie die Leitung der Stadtgalerie in Saarbrücken. Am 1. Juli 2020 wurde sie Vorsitzende der Stiftung Saarländischer Kulturbesitz und übernahm damit die Leitung des Saarlandmuseums.
Im November 2023 erregte das Saarlandmuseum mit der Absage einer Ausstellung von Candice Breitz Aufsehen. Breitz hatte das Vorgehen der israelischen Regierung gegen die Hamas nach den Anschlägen vom 7. Oktober 2023 kritisiert. Jahn und die Kuratoriumsvorsitzende der Stiftung saarländischer Kulturbesitz, Bildungs- und Kulturministerin Christine Streichert-Clivot, warfen Breitz daraufhin vor, sich nicht genügend von dem Terror der Hamas distanziert zu haben. Die Absage löste eine breite Debatte aus und wurde positiv wie negativ kritisiert. Im März 2024 einigten sich Streichert-Clivot und Jahn auf eine vorzeitige Auflösung des Vertrages zum 1. Mai 2024. Als Grund gab man unterschiedliche Vorstellungen über die Weiterentwicklung der Stiftung saarländischer Kulturbesitz an.

## Schriften (Auswahl)

### Als Autorin
- Louise Bourgeois – Subversionen des Körpers: die Kunst der 40er bis 70er Jahre. Zugleich Dissertation an der Universität Trier (1997), Reimer, Berlin 1999, ISBN 978-3-496-01185-9

### Als Herausgeberin
- Chiharu Shiota: The Way into Silence. Verlag Das Wunderhorn, 2003, ISBN 978-3-88423-211-8.
- Martin Walde – Hallucigenia: fiction from facts. Kerber Verlag, Bielefeld/Berlin 2017, ISBN 978-3-7356-0359-3.
- In the cut: der männliche Körper in der feministischen Kunst. Kerber Verlag, Bielefeld/Berlin 2019, ISBN 978-3-7356-0514-6.